# Jamaicaduif
De jamaicaduif (Patagioenas caribaea) is een vogel uit de familie Columbidae (duiven). De wetenschappelijke naam van de soort werd als Columba caribaea in 1784 gepubliceerd door de Nederlands/Oostenrijkse arts en natuuronderzoeker  Nicolaus Joseph von Jacquin. Het is een door jacht en vooral habitatverlies kwetsbaar geworden vogelsoort die alleen voorkomt op Jamaica, een land in het Caribisch gebied ten zuiden van Cuba en ten westen van het eiland Hispaniola.

## Kenmerken
De vogel is 41 cm lang. Deze duif is blauwgrijs van boven met een blauwgroen nekvlek. Kenmerkend is een zwarte band over de bovenkant van de staart. Van onder is de duif lichtbruin tot rose. De ogen zijn rood en hebben een eveneens rode ring. Het vrouwtje is doffer gekleurd.

## Verspreiding en leefgebied
Deze soort is endemisch op Jamaica. De leefgebieden van deze vogel liggen in (bij voorkeur) ongerepte natuurlijke bosgebieden op kalkrijke grond in heuvelland tussen de 100 en 2000 meter boven zeeniveau. De vogels broeden in hoog gelegen bossen en verblijven 's winters lager, tot op zeeniveau.

## Status
De jamaicaduif heeft een beperkt verspreidingsgebied en daardoor is de kans op uitsterven aanwezig. De grootte van de populatie werd in 2016 door BirdLife International geschat op 2,5  tot tienduizend volwassen individuen. De populatie-aantallen nemen af door jacht en habitatverlies. Het leefgebied wordt aangetast door ontbossing voor  mijnbouwactiviteiten (bauxietwinning) maar natuurlijk bos maakt ook plaats voor intensief agrarisch gebruik. Om deze redenen staat deze soort als kwetsbaar op de Rode Lijst van de IUCN.